# Milicz (gmina)
Milicz est une gmina mixte du powiat de Milicz, Basse-Silésie, dans le sud-ouest de la Pologne. Son siège est la ville de Milicz, qui se situe environ 49 km au nord de la capitale régionale Wrocław.
La gmina couvre une superficie de 435,61 km2 pour une population de 24 254 habitants.

## Géographie
La gmina est bordée par la ville de Sulmierzyce et les gminy de Cieszków, Jutrosin, Krośnice, Odolanów, Pakosław, Rawicz, Sośnie, Trzebnica, Zawonia, Zduny et Żmigród.